# Микроменеджмент
В бизнесе микроменеджмент — это стиль управления персоналом, при котором руководство использует чрезмерный и постоянный контроль над сотрудниками, не допуская никакой самостоятельности в принятии решений.

## Определение
Микроменеджмент — это стремление руководителей осуществлять постоянный детальный контроль за работой подчиненных, в результате которого их обязанности сводятся до выполнения простейших функций. Микроменеджментом можно назвать всё то, что создает помехи и наносит ущерб. Это неправомерное вмешательство в чью-то сферу ответственности или компетенции, а также любые действия, которые становятся препятствием для процессов, политик, систем.
Микроменеджмент может затрагивать все сферы деятельности и действовать в любых комбинациях взаимоотношений между:
- начальниками и подчинёнными;
- поставщиками и клиентами;
- коллегами.

## Признаки и типичные проявления
Микроменеджеры обычно контролируют каждый шаг бизнес-процесса и избегают делегирования полномочий, вместо того, чтобы давать общие рекомендации по более мелким задачам и уделять время контролю более крупных задач.
Микроменеджеры негативно воспринимают самостоятельное принятие решений без согласования с ними, даже если эти решения находятся в рамках уровня полномочий подчиненного.
Микроменеджеры концентрируются на мелочах рабочих процессов, а не на общей производительности, эффективности, качестве и результатах. Такое внимание на мелочах часто задерживает принятие решений, затуманивает общие цели и задачи, ограничивает поток информации между сотрудниками и направляет различные аспекты проекта в разных и часто противоположных направлениях. Иногда микроменеджеры считают такую неэффективность менее важной, чем сохранение контроля или видимости контроля.
Микроменеджмент также подразумевает ведение чрезмерно детальной и зачастую излишней отчетности.
Для микроменеджера характерно постоянное вмешательство в чужой трудовой распорядок, контроль над методами работы, стремление всегда настоять на своем, нежелание делиться информацией.

## Причины
Наиболее часто причины микроменеджмента связаны с личностью самого менеджера. Часто этот стиль управления выбирают неопытные молодые руководители, которые просто не видят другого способа воздействия на окружающих. Также причиной может быть желание доказать свою значимость вышестоящему руководству. Микроменеджмент также может быть вызван нарушением основ делегирования, когда задача или проект делегируются неясным образом или когда отсутствует доверие между руководителем и подчиненным. Иногда это просто стиль, к которому прибегают, потому что однажды он оказался эффективным.
Часто микроменеджмент является признаком синдрома основателя, от которого страдают некоторые организации в определенные стадии своего развития.

## Последствия
Микроменеджмент обычно считается негативным явлением, так как чрезмерный контроль и постоянное вмешательство снижают эффективность работы и негативно отражаются на самих сотрудниках.
Негативные последствия микроменеджмента ощутимы для компании, для самого микроменеджера, для сотрудника, и даже для клиента.
Для компании
- Текучесть кадров
- Внутренние конфликты
- Снижение эффективности работы
- Сопротивление нововведениям

Для микроменеджера
- Замедление карьерного роста
- Отсутствие связи с подчиненными
- Засилье рутины
- Неспособность идти навстречу переменам
- Потеря поддержки, единомышленников

Для сотрудника
- Подавленность
- Потеря самостоятельности
- Неудовлетворенность работой
- Развитие комплекса неполноценности
- Безынициативность и творческий застой
- Утрата доверия
- Усиление сопротивления

Для клиента
- Снижение качества получаемых услуг
- Бумажная волокита, ненужные ограничения
- Замедленная реакция на запросы
- Ненужные проблемы
- Лишняя трата времени и средств
- Недостаток новых предложений
- Потеря уважения к компании

В определенных ситуациях микроменеджмент может быть оправдан, например, на начальном этапе обучения новых сотрудников.